# 唐璜

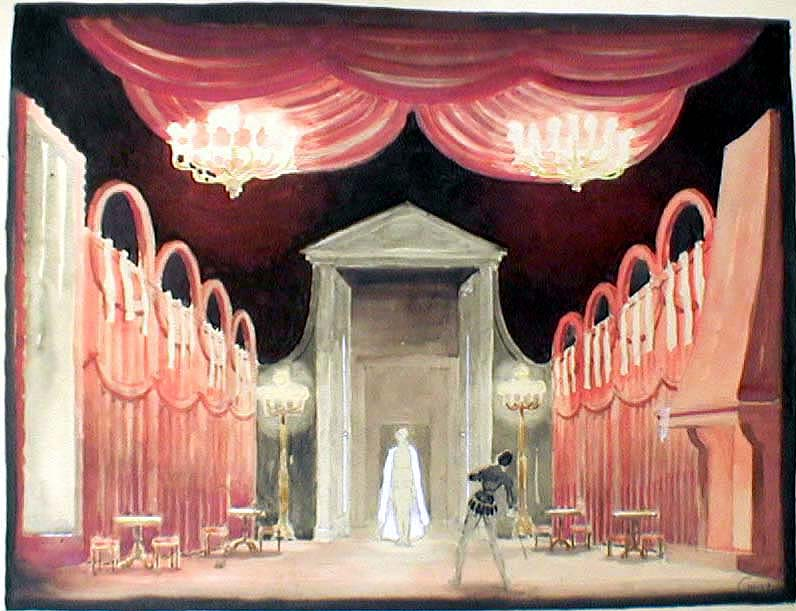

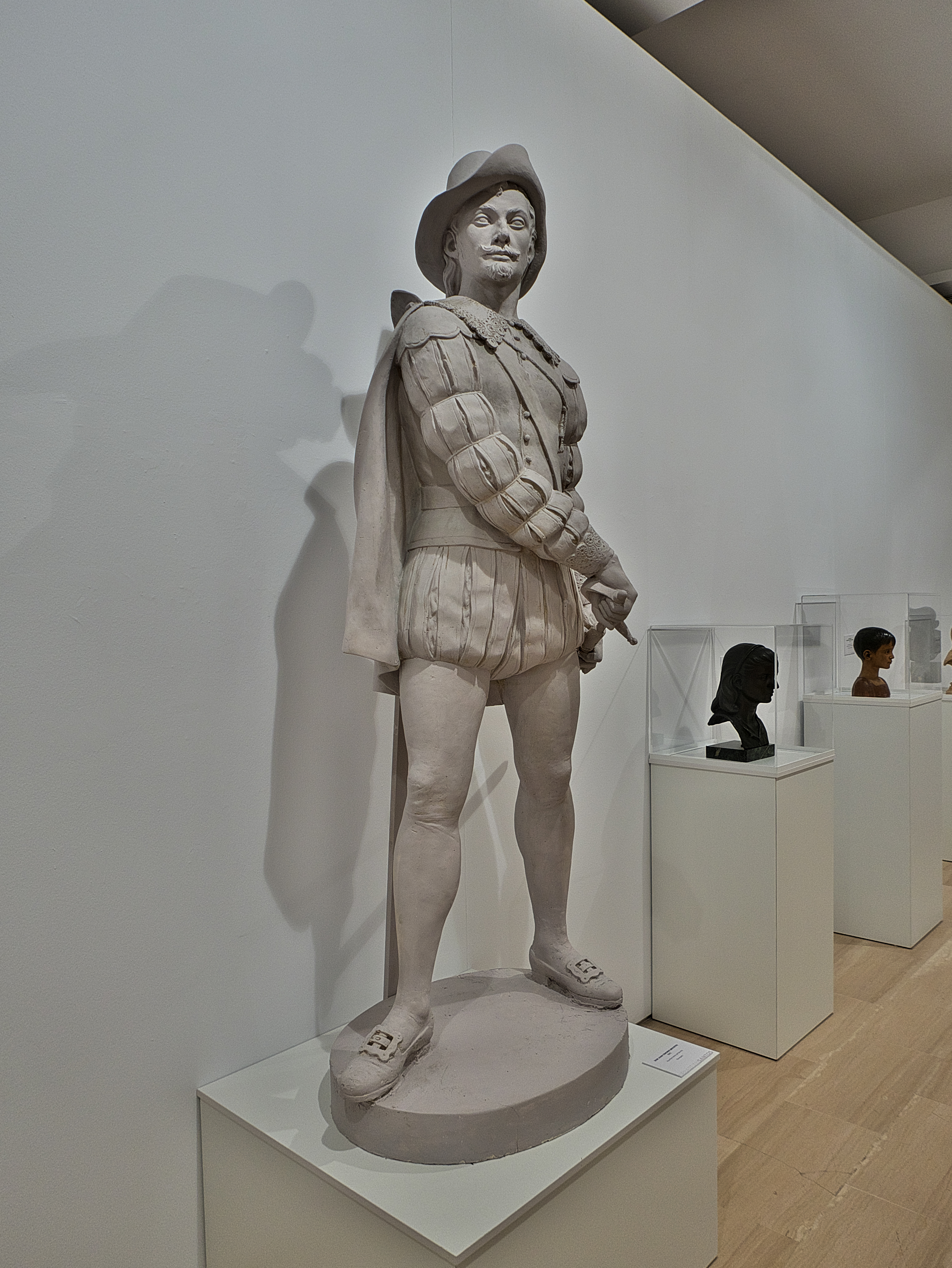
塞维利亚市府大楼收藏的唐璜雕像

唐璜（西班牙語：[doŋ ˈxwan]）是西班牙家傳戶曉的傳說人物，以英俊瀟洒及風流著稱，一生中周旋無數貴族婦女之間，在文學作品中多作為「情聖」的代名詞使用。

## 唐璜傳說
据传说，唐璜曾诱惑一位来自贵族家庭的少女，并且杀害她的父亲。然后唐璜在进入一處坟场时遇到贵族少女父亲的雕像（幽靈），他邀请其回家以及与他吃晚餐，雕像就高兴地答应那道邀请。贵族少女父亲的幽灵崗薩羅（Don Gonzalo），成為将使唐璜亡命的使者也参加了晚餐。崗薩羅请求与唐璜握手，当唐璜伸臂的时候，他就被拖下至地狱。
多数凭据赞同，史上最初期的唐璜故事书写纪录是提索·德·莫里纳（Tirso de Molina）所撰寫的《塞维利亚骗子与石像客人》（El burlador de Sevilla y convidado de piedra）。各来源顯示的出版年期不一致，可能是从1620年至1625年之中间出版，但其最早于1615年出现在西班牙语版本中。在此书中，唐璜被塑造成一个恬不知耻、玩弄女性的男人，用伪装成她们爱慕者、许诺与其结婚的方式诱骗女性。他的斑斑劣迹留下一大串受伤的心灵和愤怒的丈夫与父亲。
根據部分特定的傳說解釋，唐璜的角色可能展現了兩個特定或兩者並存的特質。根據某些敘述，唐璜是個簡單的、好色的花花公子，一個只是簡單的想要玩弄任何女性的好色男子；然而另外一些敘述中，也見到了唐璜其實只不過是個真心喜歡每個他誘惑過的女性的男人，能見到每個女性真正美麗之處與內在的價值是他的天賦。在早期的傳說中總是將他描述為前述的觀點。而提索最初的用意是以這樣一個人物形象來警示世人善惡終有報，即使唐璜這樣的人也沒法逃脫懲罰。

## 衍生作品
作為一個家傳戶曉的人物，唐璜的故事先後有莫里哀、拜倫、蕭伯納和莫扎特等用作文學及音樂創作題材。

### 文學
- 莫里哀的《唐璜》
唐璜在莫里哀的同名作品《唐璜（法语：Dom Juan ou le Festin de pierre）》中以主角身份出現，一個充滿誘人魅力，卻厚顏無恥、到處竊玉偷香的西班牙貴族。故事中，情場上數之不盡的勝利與征服麻木了唐璜，使得他喪失了愛的感覺。最後，唐璜落得身陷地獄的結局，卻至死不悔。
- 拜伦的《唐璜》
知名的浪漫主義詩人拜倫（Lord Byron）撰寫了唐璜故事的敘事詩版本，被公認為是他的經典之作。在他有生之年，他並未完成這個作品。這個作品將唐璜描寫成為一位無意識地一次又一次墜入情網。舉例來說在Canto II當中，唐璜遇到船難被沖到一個島上，差點喪命。一個希臘海盜的女兒救了他，這位女性看護他直到他恢復健康為止，其間也發展出愛情的關係。然而，當她的父親自旅程中回來之時，卻感到非常的生氣，並且將唐璜販賣成為奴隸，他被一位喜歡他的女性買去。拜倫筆下的唐璜是個犧牲者多於好色之徒，其行為都來自於他不幸的境遇。
- 一個名為唐璜（義大利語：Don Giovanni Tenorio (tragicommedia)）的劇本於1736年由Carlo Goldoni專寫而成，此為知名的義大利悲劇劇本。
- 在小說《歌劇魅影》（The Phantom of the Opera）中，由魅影所撰寫歌劇取名為《唐璜的勝利（Don Juan Triumphant）》。
- 其他更多近代關於的唐璜傳說的版本記載於José Zorilla（1817-1893）的 "Don Juan Tenorio" （1844）。這個以劇本形式撰寫的版本中，將唐璜描寫成全然的邪惡形象。

### 音樂
- 莫扎特歌劇《唐·喬望尼》（1787年）
- 理查德·施特劳斯交響詩《唐璜》（1888年）